# Cadena del Monte Royal
La cordillera del Monte Royal (en inglés: Mount Royal Range) es una cordillera en Nueva Gales del Sur, Australia. Picos prominentes en la cadena incluyen el monte Polblue (1575 m), Cumbres Brumlow (Brumlow Tops, 1586 m), montaña Gulph (Gulph Mountain), Gog y Magog, El Pináculo (The Pinnacle), Cresta de Paddy (Paddy's Ridge), monte William, monte Paterson, Monte Allyn, monte Royal (1185 m), monte Toonumbue, el pináculo Belgrave (Belgrave Pinnacle), montaña Mirannie (Mirannie Mountain), monte George (Mount George), pico de Hudson (Hudson's Peak), monte Johnstone. La cordillera fue nombrada por el monte Royal (Mount Royal), uno de sus picos prominentes.
La cordillera del Monte Royal es una estribación en el lado este de la Gran Cordillera Divisoria. Se bifurca desde la cadena Liverpool y generalmente forma la línea divisoria de las aguas entre las cuencas de drenaje del río Hunter y el río Manning (ambos desaguan en la costa este de Nueva Gales del Sur).
Para proveer agua para una central eléctrica de la región se construyó un trasvase en los años 1980 para que el agua pudiera ser transportada sobre la cadena.
La cordillera del Monte Royal forma el borde norte de la región de Hunter Valley. Las Cumbres Barrington, una elevada meseta en las cabeceras del río Barrington, son parte de la cordillera del Monte Royal. El parque nacional Cumbres Barrington que está considerado Patrimonio de la humanidad incluye esta área.

## Galería

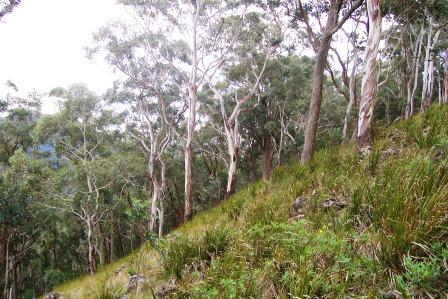
Monte Royal – bosque de eucalyptus
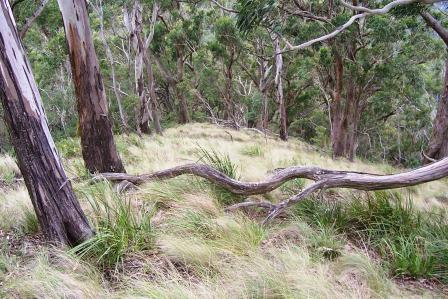
Monte Royal – bosque de eucalyptus
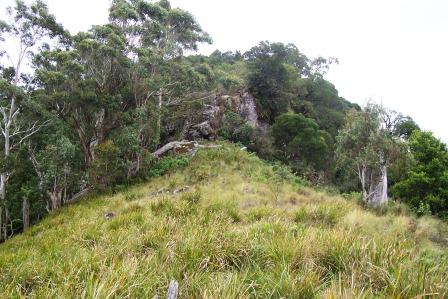
Monte Royal, afloramiento de basalto a 1100 metros
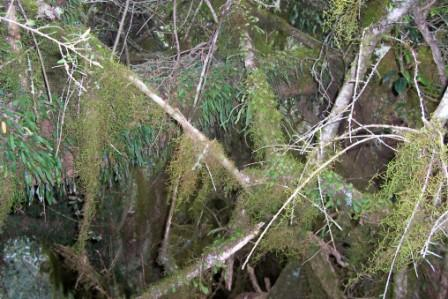
Monte Royal - bosque nuboso, musgo y orquídeas
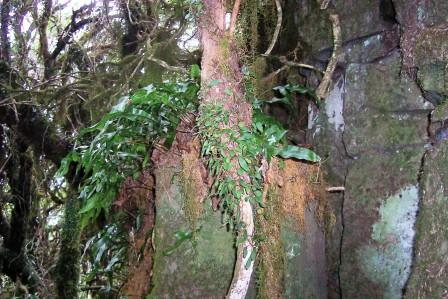
Monte Royal – bosque nuboso, basalto y helechos
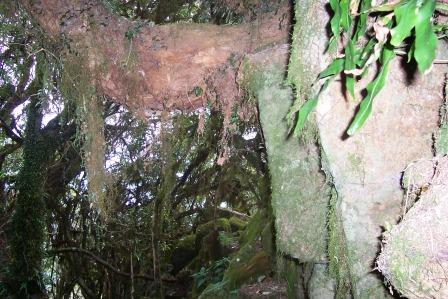
Monte Royal, bosque lluvioso, basalto, helechos y musgo
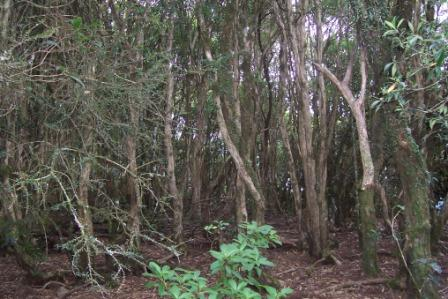
Monte Royal, bosque nuboso, bosque lluvioso de árboles de Tristaniopsis collina
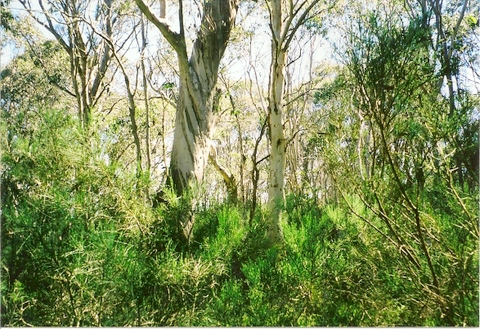
Eucaliptos de nieve en la cima de Cumbres Brumlow, altitud a 1586 metros, el punto más alto en el norte de Nueva Gales del Sur